# Прошляков Олексій Іванович
Олексі́й Іва́нович Прошляко́в (рос. Алексей Иванович Прошляков; 18 лютого 1901 — 12 грудня 1973) — радянський воєначальник, маршал інженерних військ (06.05.1961). Герой Радянського Союзу (29.05.1945).

## Життєпис
Народився в селі Голеніщево, нині Сапожковського району Рязанської області Росії, в родині робітника. Росіянин. Закінчив Олександрівську учительську семінарію в Рязані.
У лавах Червоної армії з 1920 року. Член РКП(б) з 1921 року. З 1923 року — командир понтонного взводу, командир понтонної роти, помічник начальника школи молодших командирів з політчастини. Брав участь у придушенні національно-визвольного руху в Середній Азії. З 1926 року — начальник школи молодших командирів, помічник командира і командир окремого понтонного батальйону.
У 1931 році закінчив Курси удосконалення командного складу при Ленінградській військово-інженерній школі. У 1933—1938 роках проходив військову службу в інженерному відділі штабу Білоруського військового округу. У 1938 році закінчив Академічні курси при Військово-інженерній академії РСЧА імені В. В. Куйбишева, з серпня того ж року — начальник відділу інженерних військ штабу Бобруйської армійської групи. З вересня 1939 року — начальник інженерних військ 4-ї армії, у складі якої брав участь в радянському вторгненні до Польщі. У подальшому керував роботами з інженерного облаштування нового західного кордону СРСР.
Учасник німецько-радянської війни з червня 1941 року: з липня 1941 року — заступник начальника інженерного управління Центрального фронту, з вересня 1941 року — заступник начальника інженерного управління Брянського фронту, з січня 1942 року — заступник командувача — начальник інженерних військ Південного, з серпня 1942 року — Сталінградського, з жовтня 1942 року — Донського, з лютого 1943 року — Центрального, з жовтня 1943 року — Білоруського, з квітня 1944 року і до кінця війни — 1-го Білоруського фронтів.
У повоєнний час продовжив військову службу. З липня 1945 року — заступник головнокомандувача — начальник інженерних військ Групи радянських окупаційних військ у Німеччині. У 1951 році закінчив Академічні курси при Вищій військовій академії імені К. Є. Ворошилова, з липня того ж року — начальник Управління бойової підготовки інженерних військ Радянської армії.
З травня 1952 року — начальник інженерних військ Радянської армії. З лютого 1965 року — військовий інспектор-радник Групи генеральних інспекторів МО СРСР.

## Нагороди
Указом Президії Верховної Ради СРСР від 29 травня 1945 року генерал-полковникові інженерних військ Прошлякову Олексію Івановичу присвоєно звання Героя Радянського Союзу з врученням ордена Леніна і медалі «Золота Зірка» (№ 6455).
Нагороджений трьома орденами Леніна (06.04.1945, 30.04.1945, 29.05.1945), трьома орденами Червоного Прапора (14.02.1943, 03.11.1944, 30.12.1956), орденами Кутузова 1-го ступеня (29.07.1944), Суворова 2-го ступеня (15.01.1944), Вітчизняної війни 1-го ступеня (27.08.1943), двома орденами Червоної Зірки, медалями, нагородами іноземних держав.

## Вшанування пам'яті
Ім'ям Олексія Прошлякова названо Тюменське вище військово-інженерне командне училище (м. Тюмень) і вулиця в Москві.
На батьківщині, у селі Голеніщево, та на фасаді будинку в Москві, у якому жив О. І. Прошляков, встановлено меморіальні дошки.